# Force (Superfly單曲)
《Force》為日本歌手Superfly於2012年10月31日發行的第16張單曲。

## 簡介
- 與上張單曲《如明月一般/The Bird Without Wings》相隔約兩個月，為專輯《Force》收錄曲中的再發單曲（Recut Single），這是日本獨有的特別稱呼，並收錄了兩首新曲的B面曲。
- 單曲封面與專輯封面相同，但標題的文自從黃色變為藍色。
- 初回限定盤附贈代代木公園舉辦的免費演唱會影像DVD。

## 發行版本
- CD+DVD【初回限定盤】
- CD ONLY

## 曲目
全曲作詞：越智志帆、作曲・Basic Arrangement：多保孝一、Produced & Arrangement：蔦谷好位置

### CD
1. Force
  - 朝日電視台連續劇《Doctor-X～外科醫·大門未知子～》主題歌。
2. 無盡的遊戲（終わりなきゲーム）
3. 透明人間

### DVD（初回限定盤限定）
1. Force
2. No Bandage
3. The Bird Without Wings
4. 919
5. 平成長者智人
6. Alright!!
7. 如明月一般
8. 靈魂革命
9. 獻上愛的花束

## 外部連結
- 日本華納音樂介紹
  - 初回限定盤
  - 通常盤